# はまゆう丸 (初代)
はまゆう丸（はまゆうまる）は、東海汽船が運航していた旅客船。本項目では1967年に就航した初代を取り扱う。

## 概要
田熊造船で建造され、1967年に熱海 - 大島航路に就航した。
共有建造制度を利用して建造された特定船舶整備公団との共有船である。
1984年に中華人民共和国のDalian Marine Shnippingに売却され、LIAO MIN YI HAOとなり就航した。

## 設計
総トン数 約1300トン
最大速力 17.7ノット
先に建造された「さくら丸」の改良型である。

## 船内

### 船室
- 特等室（8名）
- 一等室（216名）
- 二等室（534名）